# Андриолли, Михал Эльвиро
Ми́хал Эльви́ро Андрио́лли (Миколас Эльвирас Андриоллис; итал. Michael Elviro Andriolli, пол. Michał Elwiro Andriolli, лит. Mykolas Elvyras Andriollis; 2 (14) ноября 1836, Вильна — 23 августа 1893, Наленчув) — польский художник (живописец и график) и иллюстратор, работавший в Российской империи (в польской части) и Франции; представитель романтизма.

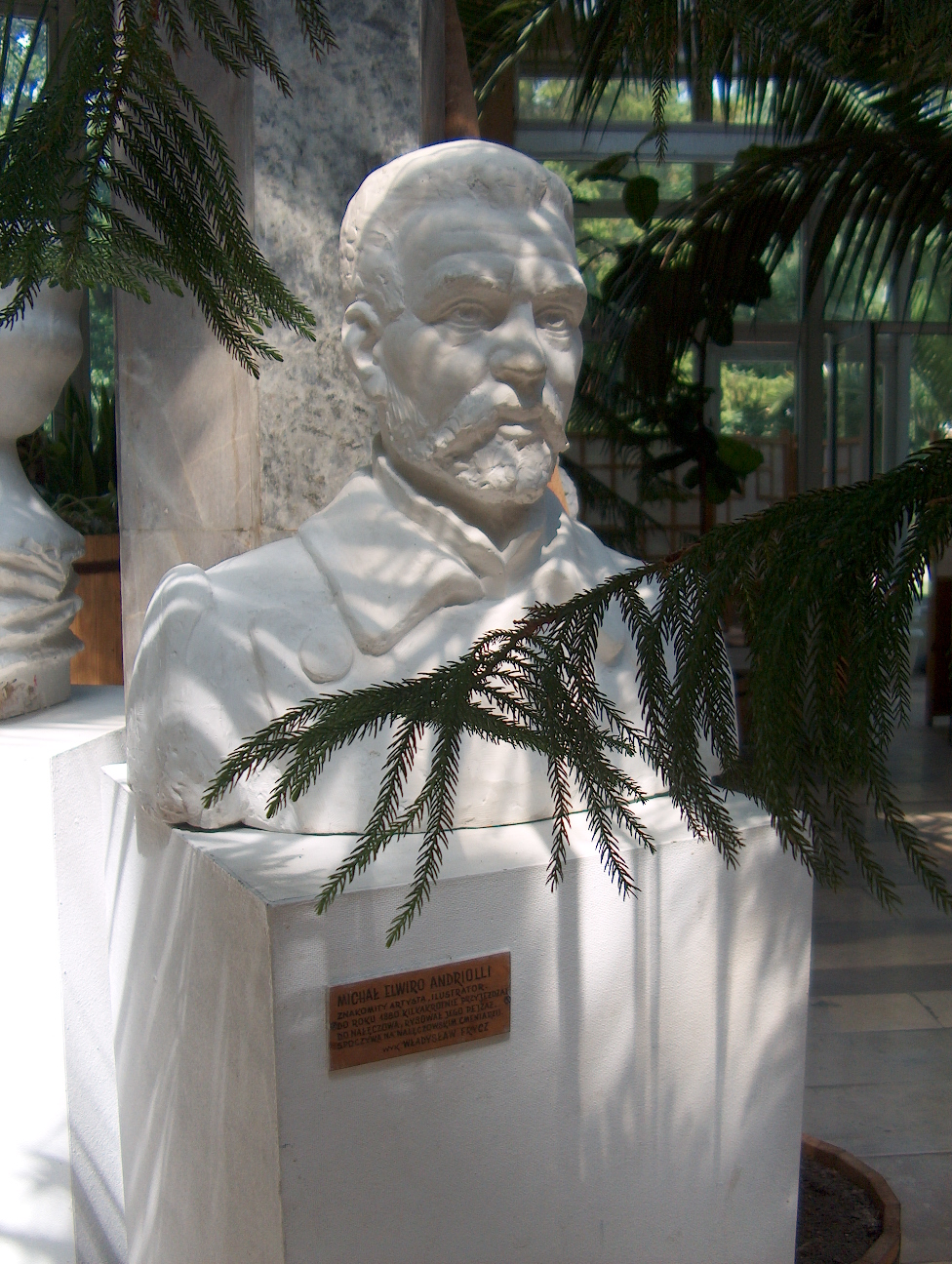
Бюст Андриолли в Наленчуве

## Биография
Отец Михала Эльвиро Андриолли, итальянец Франческо Андриолли (1794—1861), служил в армии Наполеона и, попав в плен к русским, поселился в Вильне. Живописец, резчик и ваятель, он работал скульптором (реставрировал скульптуры кафедрального собора).
Своего сына он отправил в Москву учиться медицине (1855). Но Михал Эльвиро против воли отца перешёл вслед за своим другом, художником Викентием Слендзинским, учиться в Училище живописи и ваяния Московского художественного общества. Преподавателями живописи у них были земляк Сергей Зарянко и известный русский художник Алексей Саврасов. Одновременно с Андриолли и Слендзинским в училище получал художественное образование другой будущий знаменитый живописец — Василий Перов. Вместе со Слендзинским Андриолли поступил в 1857 году учиться в императорскую Академию художеств в Санкт-Петербурге. Затем совершенствовался в Академии Святого Луки в Риме (1860—1861).

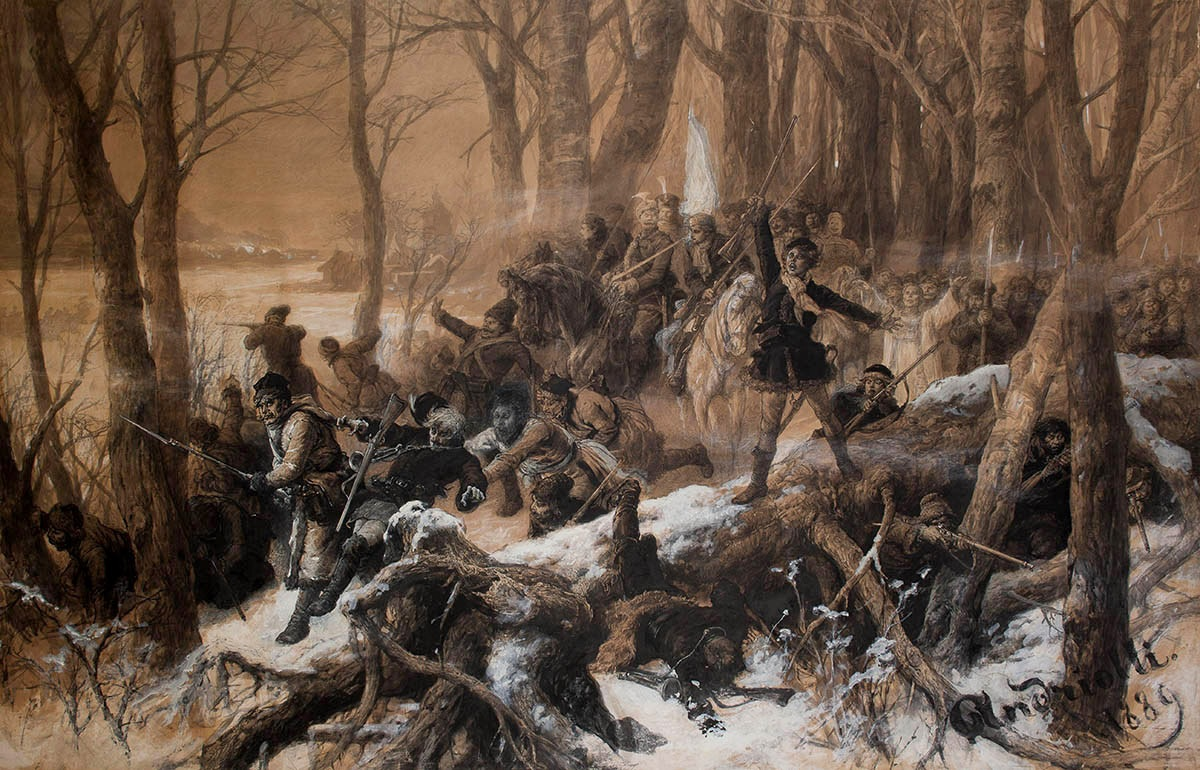
«Атака повстанцев» (1895)

Вернулся в Литву и участвовал, так же как и Викентий Слендзинский, в восстании 1863 — 1864 годов. Сражался в отряде Людвика Нарбутта. После поражения восстания скрывался в Вильне, Ковно, Москве, но был арестован и после суда отправлен отбывать заключение в Ригу. Сумел выбраться за границу и через Швецию и Данию уехал в Англию. Обосновался в Лондоне, затем перебрался в Париж.

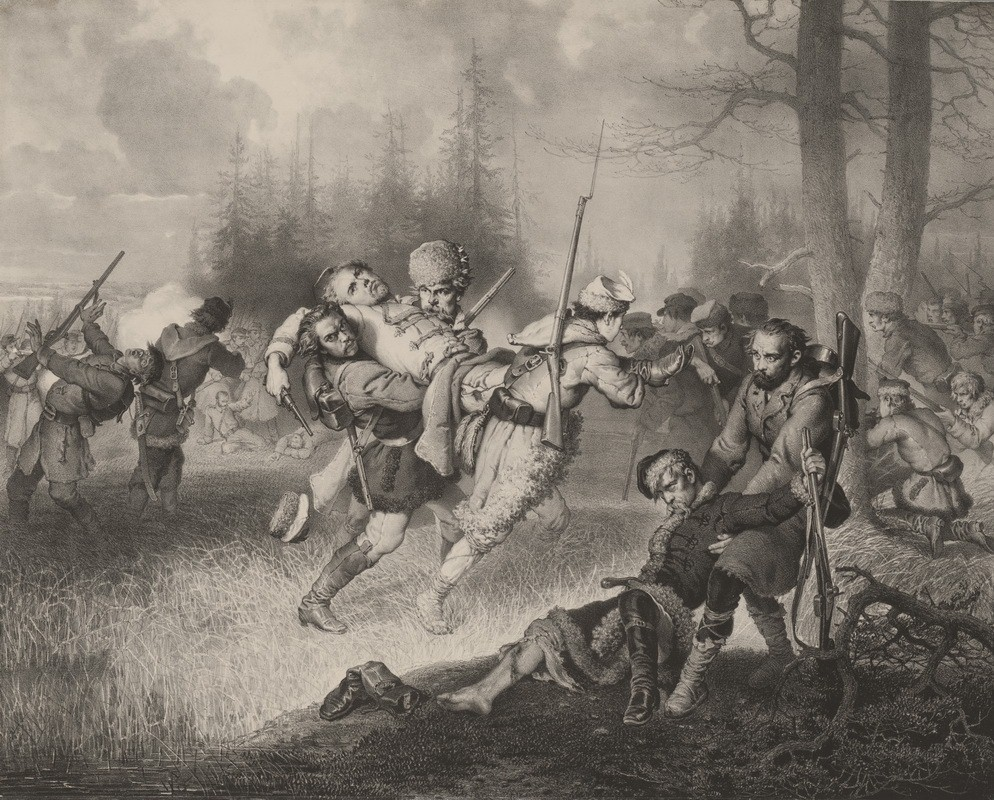
М. Э. Андриолли. Смерть Людвика Нарбута в Дубичах. 1864-65. Литография. Национальный музей Литвы.

На родину вернулся как эмиссар Комитета польской эмиграции; в 1866 году был схвачен и сослан в Вятку. В Вятке пробыл с 1868 по 1871 год; жил в доме Новиковой (ныне улица Володарского, 85). Расписывал кафедральный собор; помощником у него был будущий известный русский художник В. М. Васнецов.
Давал частные уроки рисования. Среди его учеников был младший брат Виктора Васнецова А. М. Васнецов.

Со свойственным Андриолли энтузиазмом он принимал деятельное участие в судьбе будущего художника, хлопотал о посылке юноши в Петербург для обучения живописи на пожертвования духовных лиц или губернатора, советуя ему бросить учение в духовном училище. Однако поездка за счёт «благотворителей» не состоялась.

. В Вятке Андриолли написал несколько портретов (в том числе владыки Аполлоса).

В Вятке Андриолли постоянно был чем-нибудь занят: расписывал кафедральный собор, писал портреты архиереев, купцов и знатных вятичей, гравировал свои рисунки, смастерил парусную лодку и т. д. «Я никогда не видел его скучным или без дела», — вспоминал А. М. Васнецов.

Помилованный в 1871 году, переехал в Варшаву, где работал иллюстратором для журнала «Тыгодник Илюстрованный» („Tygodnik Ilustrowany“) и других изданий; иллюстрировал произведения Адама Мицкевича, Юлиуша Словацкого и других польских писателей и поэтов.
До 1880 года Андриолли жил в Стасинуве (ныне часть Минска-Мазовецкого), где купил имение с садом у семьи Тарчиньских. Позже переехал к северу от Карчева в фольварк Анелин, купленный у Сигизмунда Куртца. В своём имении над рекой Свидер выстроил, помимо своего коттеджа, полтора десятка домов в аренду по собственным проектам, в специфическом стиле, сочетающем элементы мазовецкого стиля, традиционного русского зодчества и альпийских домов. Для этого стиля распространилось определения название «свидермайер» („świdermajer“, по аналогии с бидермайером), придуманное поэтом Константы Ильдефонсом Галчинским. В 1883—1886 годах работал в Париже в издательстве „Firmin – Didot“. В 1891—1892 годах посетил Литву.
Похоронен на кладбище в Наленчуве (Люблинское воеводство).

## Творчество

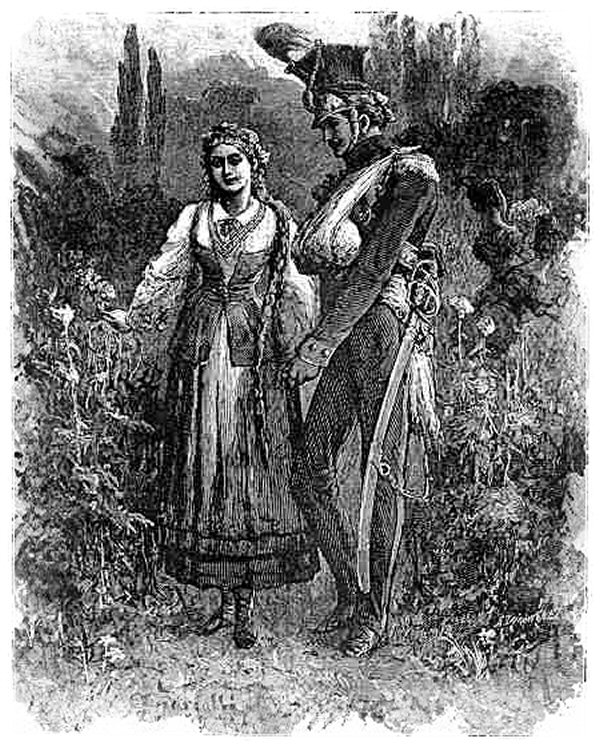
Иллюстрация к «Пану Тадеушу» (кн. 11; 1881)

Автор картонов для альбома «Женщины русских писателей» (1876) и большого цикла по мотивам произведений Адама Мицкевича (1882—1893). По заказу львовского издателя Альтенберга (1881) выполнил 24 страницы иллюстраций, 10 виньеток и 24 инициала для репрезентационного издания поэмы Мицкевича «Пан Тадеуш» (гравировал их Анджей Зайковский), неоднократно воспроизводившихся в изданиях поэмы в разных странах на разных языках (например, на русском языке в СССР в 1954 году).

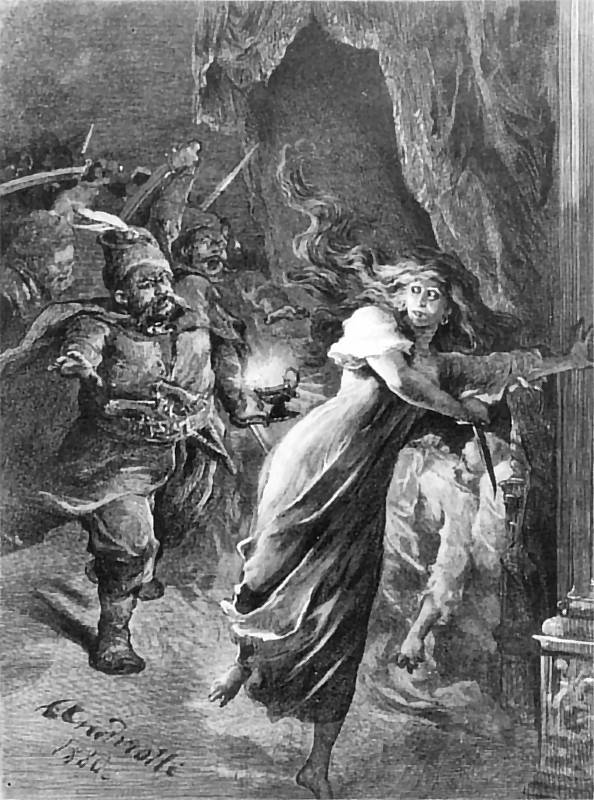
Иллюстрация к поэме «Канёвский замок» Северина Гощинского (1895)

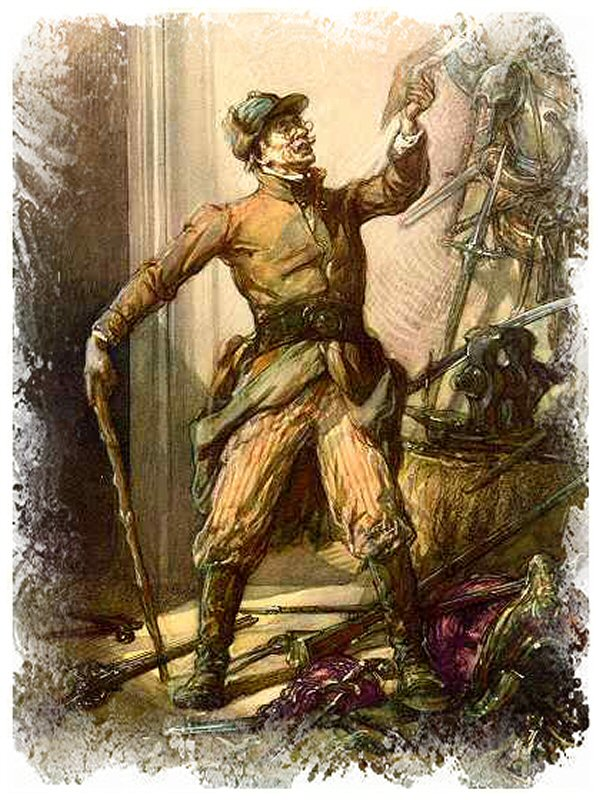
Иллюстрация к «Пану Тадеушу» (кн. 6; 1881)

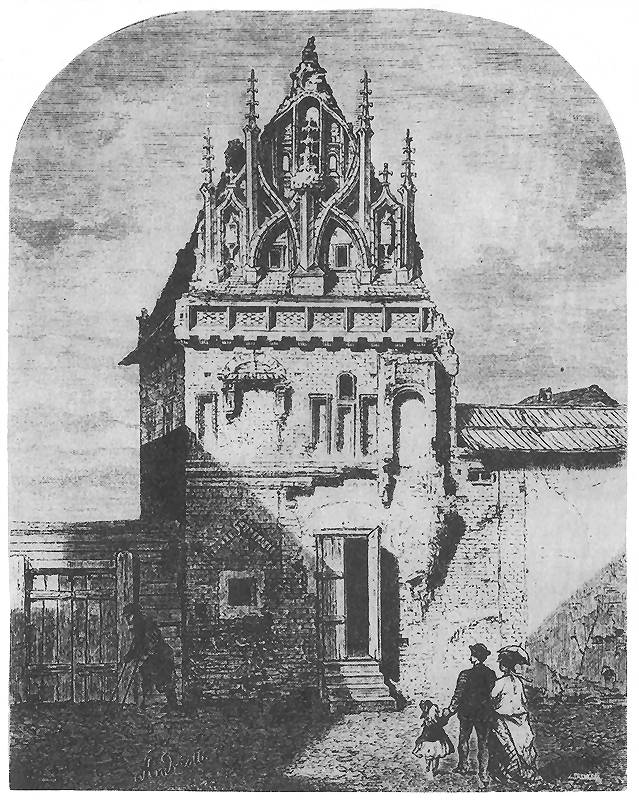
Дом Перкуна в Ковно

Известностью пользуется, благодаря многочисленным репродукциям в учебниках истории, путеводителях и других изданиях, историческая композиция «Гедимин строит Виленский замок» (1882). Другая, менее популярная историческая композиция Андриолли — «Смерть Кейстута».
Создал иллюстрации к произведениям С. Гощинского, Ю. И. Крашевского, А. Мальчевского, Э. Ожешко, Ю. Словацкого, Владислава Сырокомли, И. Ходзько и других польских писателей и поэтов. Помимо иллюстраций к «Пану Тадеушу», особенно известны иллюстрации Андриолли также к поэмам Мицкевича «Гражина» и «Конрад Валленрод», созданные в 1879—1882 годах. С 1883 по 1886 год работал в Париже для издательства «Фирман — Дидо» („Firmin – Didot“) над иллюстрациями к произведениям Уильяма Шекспира и Дж. Ф. Купера (цикл из 137 иллюстраций к «Последнему из могикан»; роман неоднократно издавался в СССР и России с иллюстрациями Андриолли). Иллюстрировал, кроме того, роман «Графиня де Монсоро» Александра Дюма, «Историю одной матери» Х. К. Андерсена и произведения других писателей.
Андриолли также автор живописных портретов, многочисленных рисунков, религиозных композиций, в частности, картин для костёлов в Ковно, пейзажей, писавшихся им в Наленчуве. Творчество художника отличается заметным влиянием романтизма, технической лёгкостью, точностью в отражении исторических деталей, богатством фантазии.